# Guzmania terrestris
Guzmania terrestris är en gräsväxtart som beskrevs av Lyman Bradford Smith och Julian Alfred Steyermark. Guzmania terrestris ingår i släktet Guzmania och familjen Bromeliaceae. Inga underarter finns listade i Catalogue of Life.